# 가스가촌 (기후현)
가스가촌(일본어: 春日村)은 일본 기후현 이비군에 설치되었던 촌이다. 2005년 1월 31일에 이비군의 6정촌과 합병해 이비가와정이 되었다.

## 지리
기후 현의 최서단에 위치하고 시가 현과 접하고 있다.

## 역사
- 1889년 7월 1일 - 정촌제 시행으로 이케다군 가스가촌이 성립하였다.
- 2005년 1월 31일 (구) 이비가와정, 다니구미 촌·구제 촌·가스가 촌·사카우치 촌·후지하시 촌이 합병해 이비가와정이 되었다.

## 행정
- 촌장 : 히구치 나오쓰구 (樋口直嗣) (1983년 2월 17일 ~ 2005년 1월 30일)

## 교통

### 철도
- 촌내에는 철도 노선이 없다.

### 도로
- 촌내에는 일반국도나 고속도로가 없다.

## 참고 문헌
- 角川日本地名大辞典編纂委員会,『角川日本地名大辞典 21 岐阜県』, 1980, 角川書店